# FCW 15 챔피언십
FCW 15 챔피언십(FCW 15 Championship)은 FCW에 속한 챔피언십중 하나이며 15분 아이언맨 매치의 최강자를 가리는 타이틀로 벨트가 아닌 메달 형태로 이루어진 타이틀이다.

## 역사
2011년 1월 잭 브리스코를 추모하기 위하여 토너먼트 방식으로 초대 챔피언이 가려졌고, 세쓰 롤린스이 초대 챔피언에 등극하면서 메달을 차지하였다.
2012년 8월 FCW가 NXT와 통합되면서 역사속으로 사라진다.

## 기록들
- 초대 챔피언 : 세스 롤린스
- 마지막 챔피언 : 브래드 매독스

## 역대 챔피언
- 세스 롤린스 (초대 챔피언)
- 대미안 샌도우
- 리치 스팀보트
- 브래드 매독스 (마지막 챔피언)